# کرم‌قهوه‌ای
رنگ کرم‌قهوه‌ای (ایزابلین یا گاهی ایزابلا)، به رنگ زرد خاکستری کم‌رنگ، فندقی کم‌رنگ، کرم‌قهوه‌ای کم‌رنگ یا رنگ پوستی است. این ماده عمدتاً در رنگ پوست جانوران، به ویژه رنگ پر در پرندگان و در اروپا، در اسب یافت می‌شود. رنگ «کرم‌قهوه‌ای» یکی از رنگ‌های مورد پسند در دکوراسیون داخلی منزل و ساختمان است. همچنین از لحاظ تاریخی در مورد مد نیز اعمال شده‌است. نخستین رکورد شناخته‌شده از این کلمه در سال ۱۶۰۰ به عنوان «رنگ ایزابلا» بود. این کاربرد پس از اینکه در سال ۱۸۵۹ به چاپ رسید، در ادبیات با «ایزابلین» جایگزین شد.

## ریشه‌شناسی
نخستین استفاده ثبت‌شده از ایزابلا به عنوان نام یک رنگ در انگلیسی در سال ۱۶۰۰ بود، برای توصیف یک مورد در فهرست کمد لباس الیزابت یکم انگلستان: "یک لباس گرد به رنگ ایزابلا ساتن … ست‌شده با اسپنگل‌های نقره‌ای». ایزابلین به عنوان یک اصطلاح نخستین بار در مجله Ibis در سال ۱۸۵۹ توسط هنری بیکر تریسترام برای توصیف رنگ رایج پرهای بالایی در پرندگان شمال آفریقا استفاده شد. منشأ کلمه نامشخص است؛ نبود قطعیت ناشی از این امر، سبب تلاش‌هایی برای ارائه ریشه‌شناسی ایجاد کرده و به یک افسانه برجسته منجر شده‌است.

## در جانوران

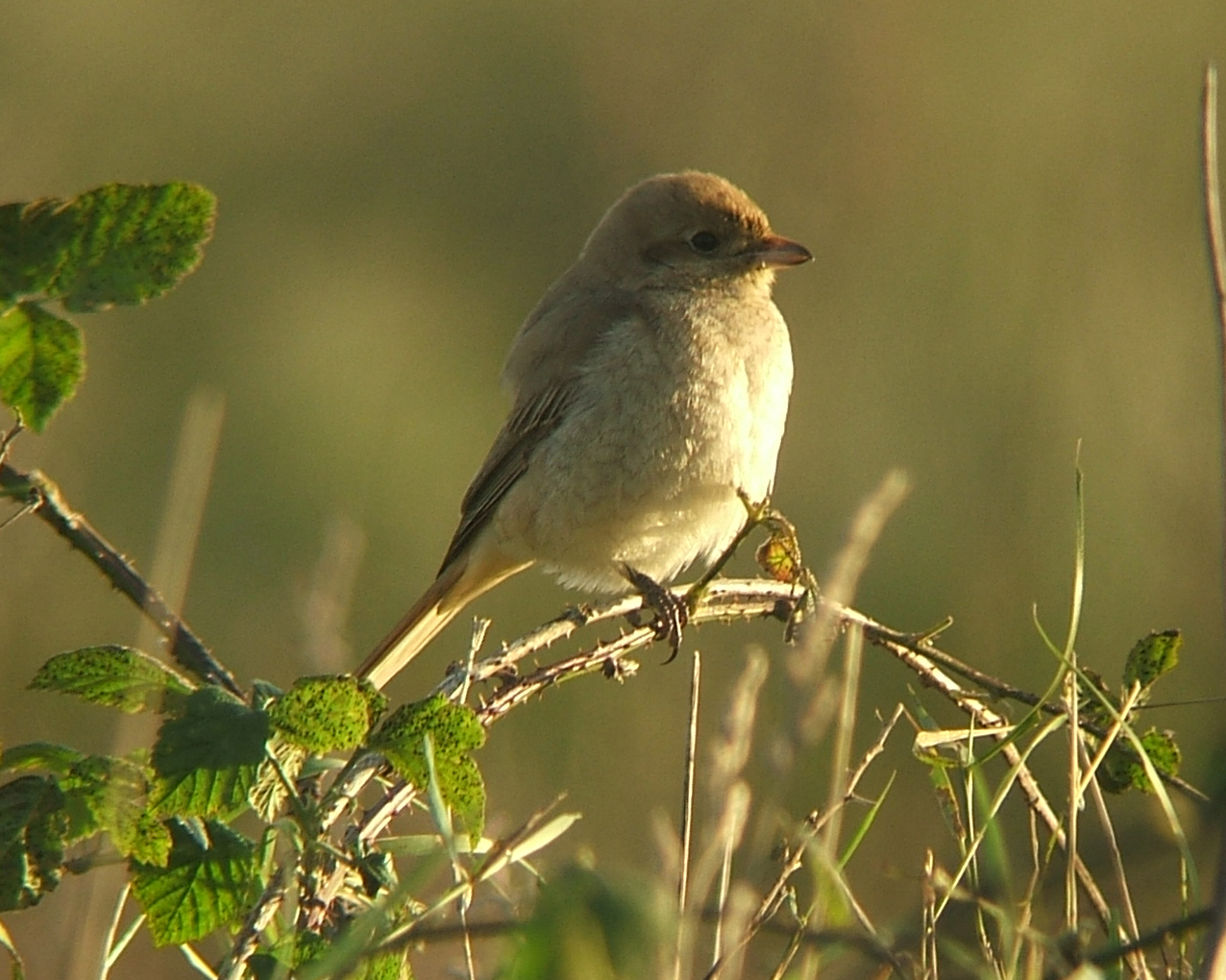
سنگ‌چشم دم‌سرخ

این اصطلاح در اشاره به رنگ پرها در نام گونه‌های پرنده طاووسک بوته‌ای ایزابلینا، چکچک دشتی و سنگ‌چشم دم‌سرخ و همچنین در سایر توصیف‌های پرندگان یافت می‌شود. اختلال رنگدانه ژنتیکی ایزابلینیسم که در پرندگان دیده می‌شود، از کلمه رنگی مشتق شده‌است و نوعی سفیدگرایی است که به دلیل کاهش یکنواخت در تولید و بیان ملانین ایجاد می‌شود و در نتیجه مناطقی از پرهای پشت پرنده که معمولاً سیاه هستند، به شدت محو می‌شود. یا در ظاهر ایزابلین می‌شوند. ایزابلینیسم در چندین گونه پنگوئن گزارش شده‌است.
ایزابلین و ایزابلا اصطلاح‌هایی هستند که در اروپا به اسب‌های پالومینو یا کرملو بسیار کم‌رنگ، جانورانی با رنگ پوششی که به شکل‌های مختلف کرم، طلایی کم‌رنگ یا تقریباً سفید توصیف می‌شود، به کار می‌روند. این کاربرد اصلی نسخه‌های فرانسوی (isabelle) و آلمانی (Isabella) این کلمه است. در اسب‌ها، این رنگ در اثر عمل ژن کرم ایجاد می‌شود، یک ژن رقیق‌کننده ناقص غالب که اسبی با پوشش طلایی و چشم‌های تیره در حالت هتروزیگوت و اسبی کرم‌رنگ روشن با چشم‌های آبی در حالت هموزیگوت تولید می‌کند.
یک زیرگونه از خرس قهوه‌ای هیمالیایی (Ursus arctos isabellinus) به دلیل رنگ آن نامیده می‌شود و گاهی به عنوان خرس ایزابلین نیز شناخته می‌شود.
این توضیحات همچنین در بریتانیا برای سگ‌های دوبرمن فندقی‌رنگ استفاده شده‌است.